# Seznam členů Iron Maiden
Toto je seznam členů skupiny Iron Maiden.
| 1975            | - Paul Day - zpěv - Dave Sullivan - kytara - Terry Rance - kytara - Steve Harris - baskytara - Ron Matthews - bicí                               |
| 1976            | - Paul Day - zpěv - Dave Murray - kytara - Terry Rance - kytara - Steve Harris - baskytara - Ron Matthews - bicí                                 |
| 1976–1977       | - Dennis Wilcock - zpěv - Dave Murray - kytara - Bob Sawyer - kytara - Steve Harris - baskytara - Ron Matthews - bicí                            |
| 1977            | - Dennis Wilcock - zpěv - Terry Wapram - kytara - Tony Moore - klávesy - Steve Harris - baskytara - Thunderstick - bicí                          |
| 1978            | - Paul Di'Anno - zpěv - Dave Murray - kytara - Steve Harris - baskytara - Doug Sampson - bicí                                                    |
| 1979            | - Paul Di'Anno - zpěv - Dave Murray - kytara - Paul Cairns - kytara - Steve Harris - baskytara - Doug Sampson - bicí                             |
| 1979            | - Paul Di'Anno - zpěv - Dave Murray - kytara - Paul Todd - kytara - Steve Harris - baskytara - Doug Sampson - bicí                               |
| 1979            | - Paul Di'Anno - zpěv - Dave Murray - kytara - Dave Mac - kytara - Steve Harris - baskytara - Doug Sampson - bicí                                |
| 1979            | - Paul Di'Anno - zpěv - Dave Murray - kytara - Tony Parsons - kytara - Steve Harris - baskytara - Doug Sampson - bicí                            |
| 1980            | - Paul Di'Anno - zpěv - Dave Murray - kytara - Dennis Stratton - kytara - Steve Harris - baskytara - Clive Burr - bicí                           |
| 1980–1981       | - Paul Di'Anno - zpěv - Dave Murray - kytara - Adrian Smith - kytara - Steve Harris - baskytara - Clive Burr - bicí                              |
| 1981–1982       | - Bruce Dickinson - zpěv - Dave Murray - kytara - Adrian Smith - kytara - Steve Harris - baskytara - Clive Burr - bicí                           |
| 1982–1989       | - Bruce Dickinson - zpěv - Dave Murray - kytara - Adrian Smith - kytara - Steve Harris - baskytara - Nicko McBrain - bicí                        |
| 1990–1993       | - Bruce Dickinson - zpěv - Dave Murray - kytara - Janick Gers - kytara - Steve Harris - baskytara - Nicko McBrain - bicí                         |
| 1994–1999       | - Blaze Bayley - zpěv - Dave Murray - kytara - Janick Gers - kytara - Steve Harris - baskytara - Nicko McBrain - bicí                            |
| 1999–2024       | - Bruce Dickinson - zpěv - Dave Murray - kytara - Adrian Smith - kytara - Janick Gers - kytara - Steve Harris - baskytara - Nicko McBrain - bicí |
| 2024–současnost | - Bruce Dickinson - zpěv - Dave Murray - kytara - Adrian Smith - kytara - Janick Gers - kytara - Steve Harris - baskytara - Simon Dawson - bicí  |

## Hostující členové
- Michael Kenney – klávesy (turné: 1988–2022, alba: 1990–1998)
- Brent Diamond – klávesy (2023–dosud)
- Simon Dawson – bicí (2024–dosud)